# Медведко, Леонид Иванович
Леонид Иванович Медведко (25 декабря 1928, Уваровичи, Гомельский округ — 9 мая 2022) — советский и российский историк-востоковед, ведущий научный сотрудник Института военной истории Министерства обороны РФ и Института востоковедения РАН, доктор исторических наук (1984), профессор. Автор научных работ и учебных пособий в области истории и современного состояния ряда стран Африканского континента, член Союза писателей России.

## Биография
Окончил Московский институт востоковедения, турецкое отделение.
В 1952 году выехал вместе с семьей в первую командировку в Турцию и работал в качестве переводчика в советском посольстве до 1958 года.
Референт-страновед по первому образованию, переводчик Назыма Хикмета, проработавший несколько лет в Турции, он изучил арабский язык, был корреспондентом ТАСС и "Правды"на Ближнем Востоке. В 1963 году Леонид Медведко и корреспондент «Известий» Константин Вишневецкий стали первыми советскими людьми, которые переступили порог дворца короля Хусейна и встретились с ним лично. В 80-е годы стоял у истоков создания аналитической службы ГРУ ГШ.После ухода в отставку вернулся как к научной, так и к творческой работе.
Медведко — автор более 120 научных работ, в число которых входят и такие книги, как «Ветры перемен в Персидском Заливе», «К Востоку и к Западу от Суэца», «Этот ближний бурлящий Восток», «Именем Аллаха», «Турция и Курдистан». Перу Медведко принадлежат более десятка книг и многочисленные публикации по проблемам Ближнего Востока, нефти и ислама. По мнению арабиста Андрея Смирнова, книга «Восток — дело близкое. Иерусалим — святое» стала «мини-энциклопедией по 50-летнему периоду в истории отношений России и Ближнего Востока». Медведко — автор монографии «Россия, Запад, ислам: „столкновение цивилизаций“?», в которой на основе цивилизационных итогов мировых войн XX века и анализа феномена международного терроризма обоснована концепция системной национальной безопасности России. Идея этой концепции нашла развитие в комплексной доктрине национальной безопасности, рассмотренной и принятой на совместном заседании Совета безопасности и Госсовета Российской Федерации в ноябре 2003 года. Как учёный он внёс свой вклад в систему высшего образования России: ряд его книг используется в качестве учебников в высших учебных заведениях России -например, в МГИМО, ИСАА при МГУ, ВИИЯ. На его работах выросло несколько поколений советских и российских дипломатов, журналистов, арабистов. Как научный руководитель Медведко подготовил более десятка докторов и кандидатов наук из России, стран СНГ, Египта, Ливии, Сирии, Объединённых Арабских Эмиратов.
Вице-президент Международного фонда Айтматова (Иссык-Кульский форум). В 2009 году Медведко входил в организационный комитет Международного съезда-форума «Перспективы развития СНГ и создания современного Евро-Азиатского союза государств» (Москва. 2009)
Академик общероссийской общественной организации РАЕН.
Дочь, Ольга Медведко — преподаватель английского языка в МГИМО. Сын, Сергей Медведко — заместитель руководителя отдела канала «Русия аль-яум» (арабская версия «Russia Today»).
Скончался 9 мая 2022 года.

### Монографии
- Ветры перемен в Персидском Заливе, 1973
- К Востоку и к Западу от Суэца : (Закат колониализма и манёвры неоколониализма на Араб. Востоке).— М.: Политиздат, 1980.— 368с.— 45000 экз.
- Этот ближний бурлящий Восток.— М.: Политиздат, 1985.— 336с.— 200000 экз.
- Именем Аллаха… : Политизация ислама и исламизация политики / Л. Медведко, А. Германович.— М. : Политиздат, 1988.— 254 с.— 75000 экз.— ISBN 978-5-250-00198-4.
- Россия, Запад, Ислам: «столкновение цивилизаций»? / Л. И. Медведко; [Предисл. В. А. Золотарева ; Послесл. Р. Ж. Баязитова ; Рос. акад. естеств. наук].— Жуковский; М.: Кучково поле, 2003.— 509 с.— (Геополитический ракурс).— 5000 экз.— ISBN 5-86090-050-3
- Турция и Курдистан, 2004.

### Другие публикации
- Восток — дело близкое. Иерусалим — святое : [мемуарно-историческое повествование] / Л. И. Медведко, С. Л. Медведко.— М.: Грифон, 2009.— 542 с.— (Восток — Запад).— 1500 экз.— ISBN 978-5-98862-052-5.
- Москва — Кавказ. Россия «кавказской национальности» : Антология / Л. Медведко, Р. Оганян.— М.: Грифон, 2007.— 253 с.— 1000 экз.— ISBN 978-5-98862-038-9.
- «Седьмая» ближневосточная война : геополитика и безопасность России после кризиса в Персидском заливе.— М.: Ин-т Африки РАН, 1993.— 82 с.
- Мины под оливами : Амер.-израил. разбой на Ближ. Востоке.— М.: Воениздат, 1984.— 176 с.— (Библиотечная серия).— 65000 экз.